# Georges Duhamel
Georges Duhamel (30. června 1884 Paříž – 13. dubna 1966 Valmondois) byl francouzský spisovatel a myslitel, představitel konzervativního směru francouzské kultury.
Občanským povoláním byl lékař a výrazně ho ovlivnila zkušenost frontového chirurga za první světové války. Roku 1906 spoluzaložil uměleckou skupinu Abbaye de Créteil. Roku 1935 byl zvolen členem Francouzské akademie.